# حصار بروسوبيتيس
حروب الحلف الديلي (477- 449 قبل الميلاد)، هي سلسلة من الحملات التي خاضها كل من الحلف الديلي في أثينا وحلفائه، والإمبراطورية الأخمينية في بلاد فارس. تمثل هذه الصراعات استمرارًا للحروب الفارسية اليونانية بعد الثورة الإيونية والغزو الفارسي اليوناني الأول والثاني.
تابع التحالف اليوناني -الذي تمحور حول أسبرطة وأثينا، وهزم الغزو الفارسي الثاني- انتصاراته في بادئ الأمر من خلال الاستيلاء على حاميات سيستوس وبيزنطة الفارسية في تراقيا في 479 و478 قبل الميلاد على التوالي. اختار الإسبرطيون عدم مواصلة المجهود الحربي بعد الاستيلاء على بيزنطة، وشُكل تحالف جديد، مع أثينا -القوة المهيمنة إلى حد كبير- عُرف باسم الحلف الديلي. تولت أثينا تدريجيًا موقعًا أكثر هيمنةً على الحلف على مدار الثلاثين عامًا التالية، الأمر الذي تطور تدريجيًا إلى نشوء الإمبراطورية الأثينية.
شن الحلف الديلي حملةً في تراقيا وبحر إيجة بقيادة السياسي الأثيني كيمون طوال سبعينيات القرن الخامس قبل الميلاد، بهدف إزالة الحاميات الفارسية المتبقية في المنطقة. شن كيمون حملةً أخرى في آسيا الصغرى (الأناضول) خلال الجزء الأول من العقد التالي، ساعيًا إلى تعزيز الموقف اليوناني هناك. حقق الأثينيون والأسطول المتحالف معهم انتصارًا مزدوجًا مذهلاً في معركة يوريميدون في بامفيليا، مدمرين الأسطول الفارسي، لترسو السفن بعدها ويقاتل مشاة البحرية الجيش الفارسي ويهزمه. اتخذ الفرس دورًا سلبيًا بشكل أساسي في الصراع بعد هذه المعركة، وكانوا حريصين على عدم المخاطرة بالمشاركة في أي معركة قدر الإمكان.
اتخذ الأثينيون -في نهاية ستينيات القرن الخامس قبل الميلاد- قرارًا طموحًا بدعم ثورة المَرْزَبة المصرية في الإمبراطورية الفارسية. لم يتمكن الأثينيون من الاستيلاء على الحامية الفارسية في منف على الرغم من نجاح مهمة فرقة العمل اليونانية بشكل مبدئي، والحصار الذي دام ثلاث سنوات. شرع الفرس بهجوم مضاد، وحاصروا القوة الأثينية نفسها لمدة 18 شهرًا، قبل أن يُهزموا. ثنت هذه الكارثة -إلى جانب الحروب الجارية في اليونان- الأثينيون عن استئناف الصراع مع بلاد فارس. جرى الاتفاق في عام 451 قبل الميلاد على هدنة في اليونان، وتمكن كيمون من قيادة رحلة استكشافية إلى قبرص. ومع ذلك، قررت القوة الأثينية الانسحاب بعد وفاة كيمون خلال حصار كتيون، وانتصرت انتصارًا مزدوجًا آخرًا في معركة سلاميس في قبرص من أجل إنقاذ نفسها من الفرس. تميزت هذه الحملة بإنهاء الأعمال العدائية بين الحلف الديلي وبلاد فارس، ويدعي بعض المؤرخين القدماء أنه قد جرى الاتفاق على معاهدة سلام -سلام كالياس- للتأكيد على إنهاء الحروب الفارسية اليونانية.

## خلفية
ترجع جذور الحروب اليونانية الفارسية إلى غزو الإمبراطورية الأخمينية بقيادة كورش الكبير للمدن اليونانية في آسيا الصغرى -ولا سيما إيونية- بعد فترة وجيزة من عام 550 قبل الميلاد. وجد الفرس صعوبةً في حكم الأيونيين، فقرروا في نهاية المطاف دعم حاكم طاغية في كل مدينة إيونية. حكم الطغاة الدول اليونانية في الماضي، ولكن كان نمط الحكم هذا في تراجع مستمر. أصبحت إيونية جاهزةً للتمرد ضد هؤلاء الرجال الفارسيين بحلول عام 500 قبل الميلاد. تحول التوتر الشديد أخيرًا إلى ثورة مفتوحة بسبب تصرفات أريستاغوراس طاغية ميليتوس. اختار أريستاغوراس إعلان مدينة ميليتوس مدينةً ديمقراطيةً في محاولة منه لإنقاذ نفسه بعد الحملة الكارثية التي رعاها الفرس في عام 499 قبل الميلاد. أدى هذا الأمر إلى نشوب ثورات مماثلة في جميع أنحاء إيونية، كما في هيكسابوليس دوريي وأيولس، الأمر الذي أدى إلى بدء الثورة الإيونية.
سمحت الولايات اليونانية الأثينية والإرتيرية لنفسها بأن تُجر إلى هذا الصراع بسبب أريستاغوراس، وساهمت هذه الولايات خلال حملتهن الوحيدة (498 قبل الميلاد) في الاستيلاء على العاصمة الفارسية الإقليمية سارد وحرقها. استمرت الثورة الإيونية (بدون المزيد من المساعدة الخارجية) لمدة 5 سنوات أخرى، حتى استطاع الفرس سحقها بالكامل. ومع ذلك، أصدر الملك الفارسي دارا الأول قرارًا كان له أهميةً تاريخيةً كبيرةً، مفاده أنه على الرغم من إخماد الثورة بنجاح، إلا أنه ما يزال العمل مستمر لفرض عقوبات على أثينا وإريتريا لدعمهما للثورة. هددت الثورة الإيونية استقرار إمبراطورية دارا الأول بشدة، وكانت ولايات اليونان القارية مستمرةً في تهديد هذا الاستقرار قبل أن يوضع حدًا لها. وهكذا، بدأ دارا الأول التفكير في غزو اليونان بالكامل، بدءًا بتدمير أثينا وإريتريا.
حصل غزوان فارسيان لليونان خلال العقدين التاليين، بما في ذلك بعض المعارك الأكثر شهرة في التاريخ. خلال الغزو الأول، أُضيفت جزر تراقيا ومقدونيا وجزر بحر إيجة إلى الإمبراطورية الفارسية، ودُمرت إريتريا كما كان مخططًا له. ومع ذلك، انتهى الغزو في عام 490 قبل الميلاد بالانتصار الأثيني الحاسم في معركة ماراثون. توفي دارا بين الغزوين، وانتقلت مسؤولية خوض الحرب إلى ابنه خشايارشا الأول. قاد خشايارشا الأول الغزو الثاني شخصيًا في عام 480 قبل الميلاد، وأخذ أعدادًا هائلةً من المشاة وقوات البحرية إلى اليونان. هُزم اليونانيون الذين اختاروا المقاومة (المعروفون باسم الحلفاء) في معركتي ترموبيل البرية وأرطيميسيوس البحرية. وهكذا سقطت كل اليونان -باستثناء بيلوبونيز- في أيدي الفارسيين، ولكن عانى الفرس من هزيمة ساحقة في معركة سلاميس بعد أن حاولوا في النهاية تدمير البحرية المتحالفة بالكامل. جمع الحلفاء أكبر جيش يوناني معروف حتى يومنا هذا في العام التالي -أي في عام 479 قبل الميلاد- وهزموا قوة الغزو الفارسي في معركة بلاتيا، منهين الغزو والتهديد الفارسي لليونان.
من المتعارف عليه في التراث اليوناني، أن أسطول الحلفاء قد هزم فلول الأسطول الفارسي المحبط في معركة ميكالي في نفس يوم معركة بلاتيا. يمثل هذا الحدث نهاية الغزو الفارسي لليونان، وبداية المرحلة التالية في الحروب اليونانية الفارسية، والمعروفة باسم الهجوم اليوناني المضاد. ثارت المدن اليونانية في آسيا الصغرى مرةً أخرى بعد معركة ميكالي، حيث أصبح الفرس عاجزين عن إيقافها. أبحر أسطول الحلفاء لاحقًا إلى شيرسونيسوس (غاليبولي)، التي كانت ما تزال بحوزة الفرس، وحاصروا مدينة سيستوس واستولوا عليها. أرسل الحلفاء قوةً للاستيلاء على مدينة بيزنطة (المعروفة اليوم باسم إسطنبول) في العام التالي أي في عام 478 قبل الميلاد. نجح الحصار، لكن سلوك الجنرال الإسبرطي باوسانياس أدى إلى نفور العديد من الحلفاء منه، وأسفر عن استرجاع باوسانياس وسحبه من القوات. كان حصار بيزنطة آخر إجراء للتحالف الهيليني الذي هزم الغزو الفارسي.

## الحملات المضادة للفرس

### قبرص

#### معركة سلاميس في قبرص
احتفظ الجيش الأثيني بنبأ وفاة كيمون سراً. هاجمت إحدى القوات الفارسية المؤلفة من القيليقيين والفينيقيين والقبرصيين جيش الأثينيين وحلفائهم أثناء الإبحار قبالة سالاميس في قبرص، وذلك بعد 30 يومًا من مغادرة كتيون. هزم جيش الأثينيين والقوات المتحالفة هذه القوة الفارسية في البحر تحت «قيادة» كيمون المتوفي، كما انتصروا في المعركة البرية أيضًا. أبحر الأثينيون مع إحدى السريات التي أُرسلت مُسبقًا إلى مصر باتجاه اليونان، بعد أن نجحوا في إنقاذ أنفسهم من الفرس.
شكلت هذه المعارك نهاية الحروب الفارسية اليونانية. 